# Nowomychajliwka (rejon basztański)
Nowomychajliwka (ukr. Новомихайлівка) – wieś na Ukrainie, w obwodzie mikołajowskim, w rejonie basztańskim, w hromadzie Nowyj Buh. W 2022 liczyła 279 mieszkańców.